# Mohammad Taqí Bahar
Mohammad Taqí Bahar (en persa: محمدتقی بهار‎ Mashhad, 6 de noviembre de 1884 — Teherán, 22 de abril de 1951), muy conocido por su sobrenombre honorífico de Malek osh-shoará (ملک‌الشعراء «Rey de los poetas»), Malek osh-shoará Bahar o simplemente Bahar fue un célebre poeta clásico persa, filólogo y periodista iraní.
Bahar heredó de su padre, Saburí, la posición de poeta de corte de Mozaffareddín Shah Qayar y el sobrenombre Malek osh-Shoará-ye Astané-ye Razaví-e Mashhad («Rey de los poetas del umbral del Imam Reza de Mashhad»). Sin embargo, poco a poco se distanció de la corte y se implicó en el movimiento revolucionario constitucionalista. Publicó primero en la revista constitucionalista islámica Habl ol-Matín de Calcuta, y después editó el periódico liberal demócrata Nou Bahar («Nueva Primavera»), primero en Mashhad y luego en Teherán, donde se instaló tras un año (1915-1916) en Estambul. Fundó igualmente la asociación Daneshkadé («Casa del saber»), con una revista asociada, y fue diputado en varias legislaturas de la Asamblea Consultiva Nacional, hasta retirarse tras el golpe de Estado de Reza Jan del 25 de febrero de 1921, consagrándose desde entonces a los estudios filológicos persas. Evolucionó, dentro de posturas patrióticas, hasta convertirse en presidente de los Partidarios de la Paz, favorables al partido comunista prosoviético Tudé. En 1946 fue de manera efímera ministro de Educación Nacional.
Bahar es considerado como uno de los grandes poetas de la literatura persa, a caballo entre la poesía clásica (respeta la métrica tradicional) y la moderna. Gran orador, se le atribuye el mérito de hacer revivir la poesía persa recuperando el patrimonio estilístico de los períodos saffarí y samaní (siglos IX-X d. C.). Además de su prolífica obra poética, es autor de un tratado de estilística, de la edición de obras clásicas de prosa persa y de una «Breve historia de los partidos políticos de Irán».
Sus restos reposan en el cementerio de Zahiroddoulé, al norte de Teherán.